# Сан-Лоренцо (Воннегут)
Сан-Лоренцо (Республіка Сан-Лоренцо, Republic of San Lorenzo) — вигадана острівна держава, описана в романі Курта Воннеґута «Колиска для кішки» (1963). Там відбувається більша частина другої половини книги.

## Географія
Сан-Лоренцо це маленький скелястий острів, розташований в Карибському морі неподалік від Пуерто-Рико. Довжина острова складає близько 50 миль (80 км), ширина — 20 миль (32 км). У північній частині острова є гори Сангре-де-Крісто. Найвищою точкою є гора Маккейб заввишки близько 3300 м над рівнем моря. Корисних копалин на острові немає.
Столиця і єдине місто Сан-Лоренцо, Болівар, Розташоване в південній частині острова на болотистому плато. Раніше носило назви Каз-ма-каз-ма, Санта-Марія, Сан-Луї, Сент-Джордж і Порт-Глорія. Нинішню назву отримало в 1922 році на честь Сімона Болівара.

## Населення
Кількість населення: 450 тис. осіб (1963). Щільність населення 230 чоловік на км². Рівень життя населення надзвичайно низький. Середній прибуток: 6-7 доларів США на душу населення. Жителі острова розмовляють на «сан-лоренському діалекті», креольською мовою на базі англійської. Так, перший рядок пісні «Twinkle Twinkle Little Star» на місцевому діалекті звучить «Tsvent-kiul, tsvent-kiul, lett-pool store».

## Історія

### Колоніальний період
У 1519 році Ернан Кортес і його люди висадилися на острові Сан-Лоренцо, щоб запастися прісною водою, дали острову назву, закріпили його за королем Карлом V і більше туди не поверталися. Багато мореплавці висаджувалися на острів і шукали там золото, алмази і рубіни, але нічого не знаходили і залишали острів.
У 1682 році Франція почала претендувати на Сан-Лоренцо, проти чого Іспанія не заперечувала. У 1699 році Данія озвучила претензії на Сан-Лоренцо, проти чого Франція не заперечувала. У 1704 році острів таким же чином перейшов до Голландії, в 1706 — до Англія, а пізніше — знову до Іспанії.
У 1786 році африканські негри заволоділи британським работорговим кораблем, висадилися на Сан-Лоренцо і оголосили цей острів незалежною державою. Іспанці проти цього не заперечували. Імператором став Тум-Бумва. При його правлінні був побудований кафедральний собор Сан-Лоренцо (підірваний в 1923 році) і укріплення на північному березі острова (під час побудови укріплень загинуло півтори тисячі людей, при цьому половина з них була публічно страчена «за недостатню старанність»).

### XX століття
До початку XX століття на острові панувала анархія з елементами феодалізму.
У 1916 році на Сан-Лоренцо з'явилася цукрова компанія «Касл і син», яка виробляла цукор і з часом взяла під контроль всі родючі землі на острові.
У 1922 році на острові через корабельну аварію опинилися Лайонел Бойд Джонсон (або Боконон) і капрал американської морської піхоти Ерл Маккейб, які оголосили, що беруть владу у свої руки. Маккейб і Джонсон мріяли створити в Сан-Лоренцо утопію. З цією метою Маккейб переробив всю економіку і все законодавство острова, а Джонсон придумав нову релігію — боконізм.

## Державний устрій
Форма правління країни — диктатура, що керується президентом «Папою» Монзано, який є переконаним союзником США і противником комунізму. Законодавчої влади немає.
Будь-який злочин карається повішенням на гаку (злочинцеві встромляється гак у живіт, після чого він підвішується на перекладині). У зв'язку з цим на острові дуже низький рівень злочинності.

### Державні символи
Національний гімн Сан-Лоренцо заснований на мелодії популярної пісні «Будинок на Ранчо» («Home on the Range»). Автор слів гімну ² Боконон.
| Oh, ours is a land: Where the living is grand, And the men are as fearless as sharks; The women are pure, And we always are sure: That our children will all toe their marks. San, San Lo-ren-zo! What a rich, lucky island are we! Our enemies quail, For they know they will fail: Against people so reverent and free. | О, наша земля: Де всі чудово: живуть, Де чоловіки хоробріші від акул, А жінки прекрасні, І ми завжди впевнені, що діти - найкращі наші зразки. Сан, Сан-Лоренцо. Який ми багатий та щасливий острів! Наші вороги тремтять, Бо знають, що не встоять: Перед такими: набожними та вільними людьми! |

Прапор Сан-Лоренцо — шеврони капрала морської піхоти США на яскраво-синьому тлі.

## Економіка
Інфраструктура Сан-Лоренцо розвинена слабо. Будівлі зношені, дороги в основному ґрунтові. У Сан-Лоренцо працює всього одне таксі.
Продукція, що експортується: цукор, кава, банани, індиго і кустарні вироби.
Валюта: капрал (курс жорстко зафіксований на рівні 1 капрал = 0,50 доларів США).

## Релігія
Офіційно Сан-Лоренцо християнська країна, але насправді в країні домінує власна релігія Боконізм. Однак офіційно боконізм на острові заборонений. Його прихильники можуть бути страчені через повішення на гаку.

## Свята
День ста мучеників за демократію — відзначається на честь 100 громадян Сан-Лоренцо, які загинули під час Другої світової війни. Корабель, на якому вони прямували із Сан-Лоренцо до США для навчання й озброєння, був потоплений німецьким підводним човном «біля виходу з Боліварської гавані».

## Спорт
Поширене спортивне полювання на акул (барракуд).

## Джерело
- Курт Воннеґут. Колиска для кішки. Переклад з англійської: Аліна Немірова. Харків: КСД. 2016. 240с. ISBN 978-617-12-1518-4